# Liberation Music Orchestra (album)
Liberation Music Orchestra è un album jazz di Charlie Haden, dai forti connotati politici, pubblicato nel 1969 dalla Impulse! Records. Si tratta del primo album da solista di Haden.

## Il disco
L'ispirazione per la composizione dell'album venne a Haden dall'ascolto di vecchie canzoni dell'epoca della guerra civile spagnola. Egli incluse tre di queste canzoni sull'album (la trilogia El Quinto Regimiento, Los Cuatro Generales, e Viva la Quince Brigada), tutte vecchie canzoni folk spagnole con nuovi testi scritti durante la guerra.
Altre tracce sull'album comprendono War Orphans di Ornette Coleman, che Haden aveva suonato insieme a Coleman nel 1967, tre pezzi di Carla Bley, che contribuì anche alla maggior parte degli arrangiamenti dei brani, due composizioni ad opera di Haden, una dedicata a Che Guevara ed una ispirata alla convention democratica del 1968:
«Dopo che l'accordo sul Vietnam venne messo in minoranza e sconfitto al voto, le delegazioni della California e di New York cominciarono spontaneamente a cantare in coro We Shall Overcome [l'ultima traccia sull'album] in segno di protesta. Incapaci di riprendere il controllo della situazione, la direzione ordinò all'orchestra in sala di zittire i manifestanti cantando You're a Grand Old Flag e Happy Days Are Here Again, cercando così di soffocare We Shall Overcome. Per me questa fu, in musica, la storia di quanto successe politicamente nel nostro Pease». (Charlie Haden, note interne originali dell'LP)
Nel brano Circus '68 '69 i musicisti sono divisi in due gruppi per ricreare gli eventi della convention democratica.
Il seguente album della Liberation Music Orchestra, The Ballad of the Fallen, non sarebbe stato pubblicato fino al 1983.

## Tracce
LP Side A
1. The Introduction (Bley) / Song of the United Front (Brecht, Eisler) - 3:07
2. El Quinto Regimiento (The Fifth Regiment) (trad., arr. Bley)
Los Cuatro Generales (The Four Generals) (trad., arr. Bley)
Viva la Quince Brigada (Long Live the Fifteenth Brigade) (melodia trad., testo Bart Van Derschelling) - 20:58
3. The Ending to the First Side (Bley) - 2:07

LP Side B
1. Song for Ché (Haden) 9:29
2. War Orphans (Ornette Coleman) 6:42
3. The Interlude (Drinking Music) (Bley) 1:24
4. Circus '68 '69 (Haden) - 6:10
5. We Shall Overcome (Zilphia Horton, Frank Hamilton, Guy Carawan, Pete Seeger) - 1:19

- Tracce registrate alla Judson Hall, New York, 27 e aprile 1969.

## Formazione
- Perry Robinson: clarinetto
- Gato Barbieri: sax tenore, clarinetto
- Dewey Redman: sax alto, sax tenore
- Don Cherry: cornetta, flauto, legni indiani & flauto di bamboo (3,5)
- Michael Mantler: tromba
- Roswell Rudd: trombone
- Bob Northern: corno francese, tronco d'albero, verso del corvo, campane, fischietto militare
- Howard Johnson: tuba
- Sam Brown: chitarra, chitarra Tanganyikan, pianoforte (1,3-7)
- Carla Bley: pianoforte, tamburello
- Charlie Haden: contrabbasso
- Paul Motian: batteria, percussioni
- Andrew Cyrille: batteria, percussioni (8)